# Bargueño

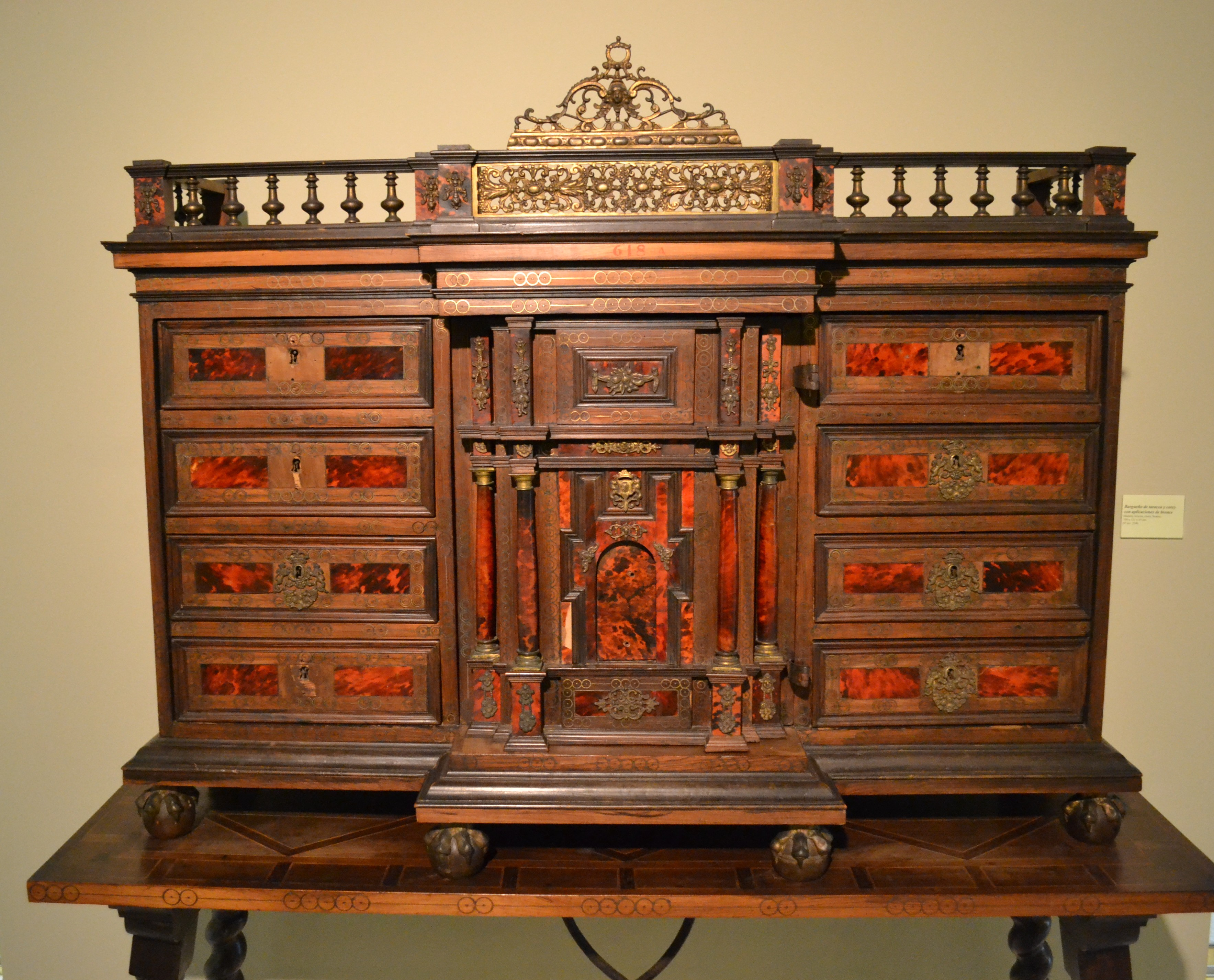
Bargueño sobre mesa, decorado con taracea, carey y bronce (dimensiones: 100 x 131 x 45 cm) Museo de Bellas Artes de Valencia.

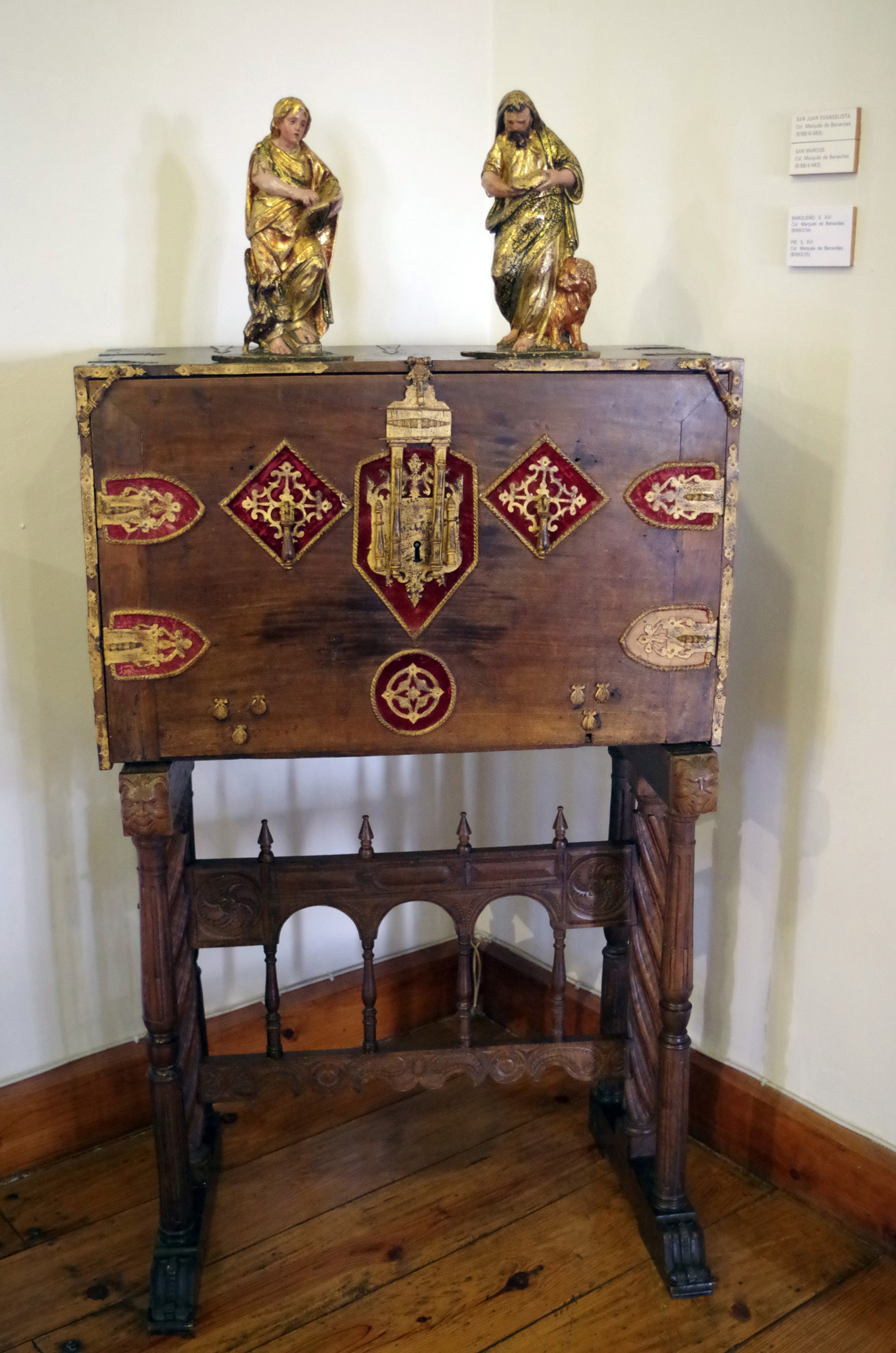
Bargueño español del sobre mesa de pie de puente. Museo de Ávila.

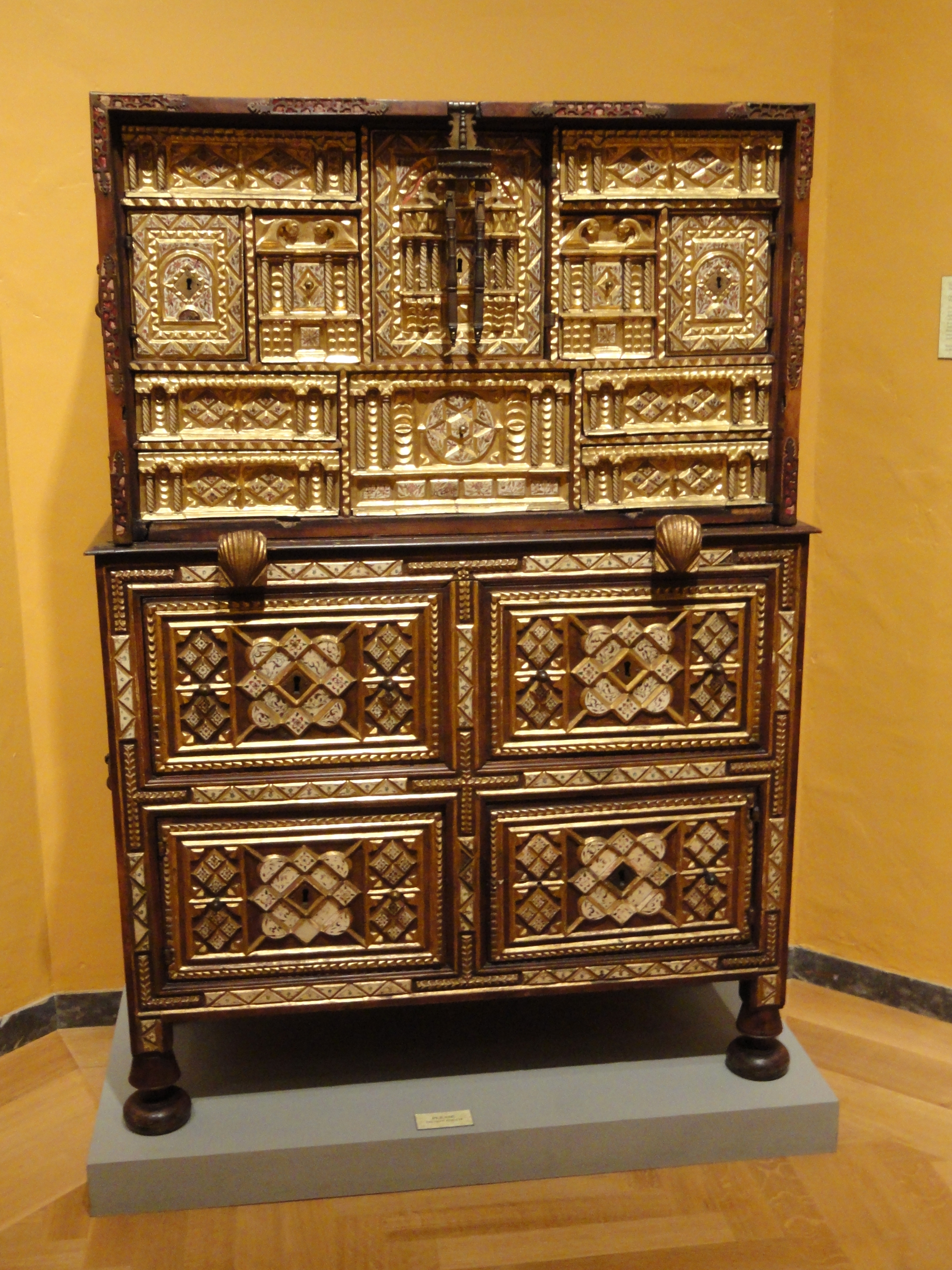
Bargueño español del sobre taquillón.

El bargueño es un mueble de madera de origen español, fabricado entre los siglos XVI al XVIII, concebido para escribir o archivar papeles, y apto para poder ser transportado a lomos de una mula o burro. Los ejemplares lujosos pueden tener acabados en pan de oro y estar adornados con marfil, concha u otros trabajos de taracea. El nombre es de origen incierto, coincidiendo con el gentilicio de los habitantes del pueblo de Bargas en la provincia de Toledo (España). En otras lenguas europeas, estos muebles o sus émulos se denominan "cabinet" (en francés, inglés, alemán, portugués e italiano) y forman conjunto con los muebles de escritorio. 

## Descripción y tipología
Descrito por la Academia como "mueble de madera con muchos cajones pequeños y gavetas, adornado con labores de talla o de taracea, en parte dorados y en parte de colores vivos, al estilo de los que se construían en Bargas", puede presentarse con otros nombres: “arquimesa”, contador, escritorio, mueble papelera, bufete o bufetillo. Por lo general en su parte superior posee una tabla desplegable con bisagras para escribir. La característica de que bargueño disponga de múltiples cajones de diferente tamaño, gavetas y departamentos —algunos de ellos con mecanismos de acceso secretos—, y todo ello ricamente adornado, orienta su uso, a discreción del dueño suele utilizarse como archivo o contenedor de objetos diversos y valiosos. 
Pueden diferenciarse dos tipos elementales de bargueño: con el frente abierto y los cajones a las vista (llamado también mueble "contador"), y con tapa abatible que al abrirla hace las funciones de escritorio. Siempre está separado del soporte (2 piezas) aunque ambas forman un conjunto único. En sus inicios era un mueble transportable por lo que lleva asas en los laterales y de tamaño que podía cargarse en un équido. En cuanto al apoyo del mismo hay tres tipos de asentamiento o sujeción: 
- Mesa de pie de puente, en forma de columnas que van unidas por parejas en una arquería o galería calada.
- Soporte o mesa con fiadores (hierros forjados en forma de X que atirantan la estructura).
- Bargueño del tipo credencia (con cajones y gavetas a la vista, sin puertas ni adornos de remates) o "taquillón", que se compone de varias puertecitas o cajones y que también lleva asas para ser transportada.

## Historia
En los inventarios  del mueble español, el bargueño aparece en la tipología de "escritorios con tapa", "arquillas y arquilla contador sin tapa" (en América como "arquilla de gavetas")  y "arquimesas". Fue Juan Facundo Riaño quien —usando el nombre que se le daba al mueble en la tradición oral— lo denominó "bargueño" por primera vez en su Catálogo de objetos artísticos españoles que se encontraban en 1872 en el Museo Victoria y Alberto. En esa misma década lo aceptaron el Barón de Davillier y Miquel i Badía. Poco después de que el término fuera recogido por la Real Academia Española en la edición de 1914 de su Diccionario, varios especialista, entre ellos H. D. Eberlein, Doménech y Pérez Bueno, aceptan la propuesta del marqués de Monistrol sobre el origen del bargueño asociado a un carpintero del pueblo toledano de Bargas apellidado Vargas, recogiendo la teoría del ceramista Sebastián Aguado. Más tarde fue desmentido dicho origen de modo incuestionable por Burr, pero la difusión del término hizo que continuase reconociéndose como "bargueño" este mueble "español por excelencia".
En cuanto al origen del mueble, fueron también los mencionados Eberlein y Burr quienes descubrieron para la historiografía europea del mueble su procedencia española, a partir del arca de novia catalana (siglo XVI), de diseño catalán o aragonés evolución de las arquillas mudéjares de taracea de ese periodo. La relación familiar de la Corona Española con el imperio alemán hizo fácil la exportación del mueble que pronto sería imitado por los artesanos germanos, en especial en Augsburgo, ciudad de los Fugger, banqueros de Carlos V. La producción alemana fue desplazando de modo progresivo al mueble original español, competencia que llevó a Felipe III de España a dictar una pragmática "prohibiendo la importación de escritorios de Alemania".